# Soběslav I.

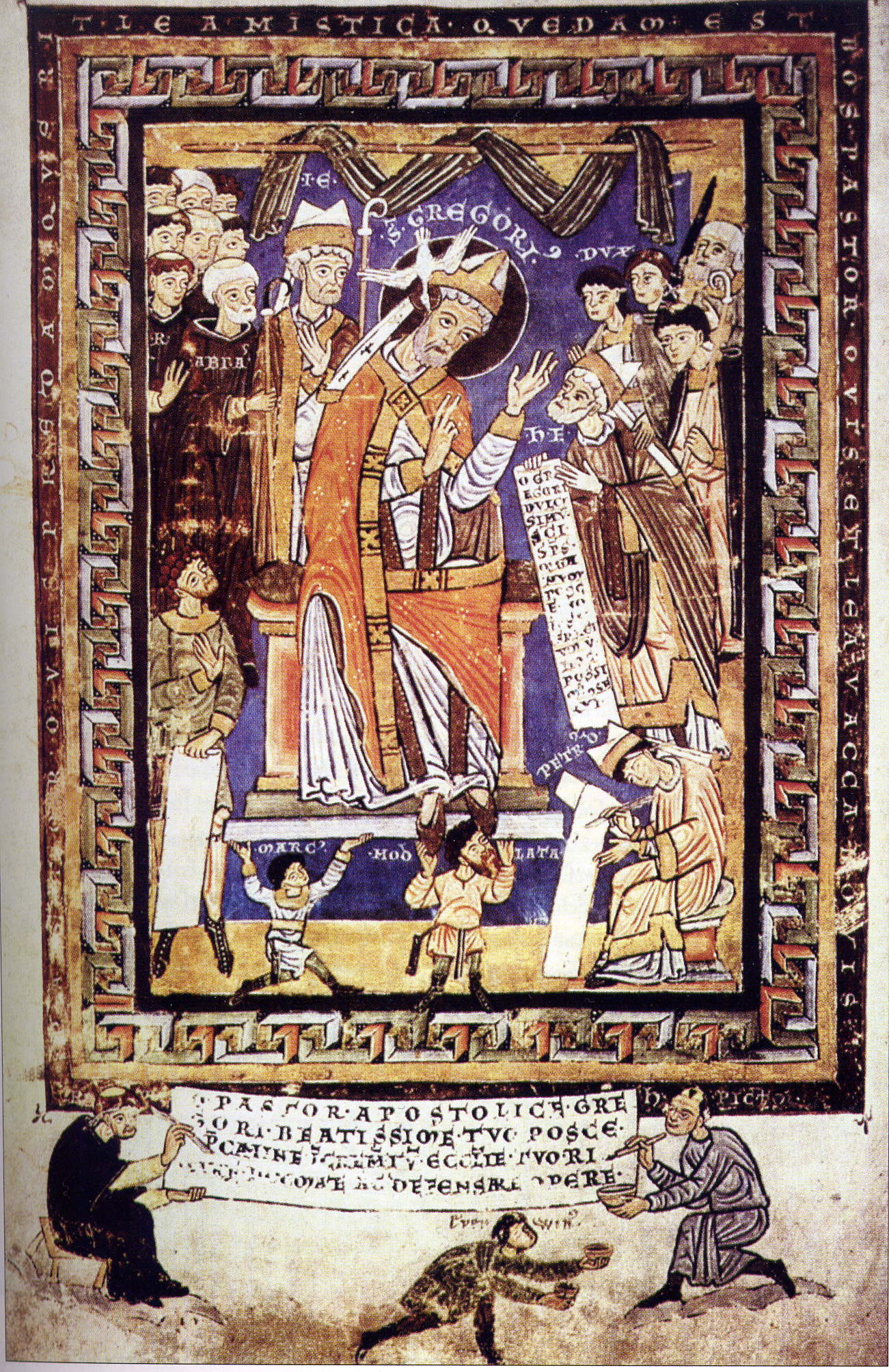
Soběslav I. (dux) auf dem Widmungsblatt des Horologium Olomucense, 1136.

Soběslav I. (* nach  1068; † 14. Februar 1140 in Hostin Hradec) war ein Herzog von Böhmen aus dem Geschlecht der Přemysliden. Der jüngste Sohn des ersten böhmischen Königs Vratislav II. und Swatawas von Polen herrschte als böhmischer Herzog in den Jahren 1125 bis 1140.

## Leben
Erste Berichte stammen aus dem Jahr 1107, als er mit dem gestürzten Herzog Bořivoj II. ins Exil zum polnischen Herzog Bolesław III. Schiefmund verjagt wurde. 1111 erhielt Soběslav jedoch die Verwaltung der Gebiete von Saaz (Žatecko). 1113 kam es zu Streitigkeiten mit seinem Bruder, dem böhmischen Herzog Vladislav I. 1115 einigten sich die Brüder, und Soběslav erhielt die Herrschaft über Königgrätz (Hradec Králové), ebenfalls noch 1115 auch über die Gebiete um Brünn (Brněnsko) und Znaim (Znojemsko). 1123 flammten die Auseinandersetzungen zwischen den Brüdern wieder auf. Soběslav wurden alle Güter abgenommen und er musste das Land wieder verlassen.
Ein Jahr später erkrankte sein Bruder, und seine Mutter Svatava rief ihn zurück. Die Brüder einigten sich, und Vladislav bestimmte Soběslav zu seinem Nachfolger. Vladislav starb 1125. Soběslav musste jedoch sofort um den Thron gegen Otto II. den Schwarzen von Mähren kämpfen, der Ansprüche auf den böhmischen Thron erhob und den deutschen König Lothar III. von Supplinburg zu Hilfe rief. 1126 marschierte Lothar mit einem Heer in Böhmen ein. Am 18. Februar 1126 kam es zur zweiten Schlacht bei Chlumec, in der Soběslav siegreich war. Otto der Schwarze fiel und König Lothar III. wurde mit dem Rest seines Heeres eingeschlossen und zu Verhandlungen gezwungen. Soběslav ließ sich von Lothar III. mit Böhmen belehnen, und es folgten Jahre der Ruhe.
Die Ära Soběslavs I. war durch eine allmähliche Stabilisierung Böhmens gekennzeichnet, das in den mehr als hundert Jahren zuvor unter wiederholten Auseinandersetzungen innerhalb der Herrscherfamilie zu leiden gehabt hatte. Soběslav ließ Burgen und Festungen errichten. Bereits unter seinem Vorgänger Vladislav I. hatte mit Bischof Heinrich Zdik von Olmütz eine Gründungswelle von Klostern der Prämonstratenser und Zisterzienser eingesetzt. Soběslav herrschte mit harter Hand vor allem gegen die eigene Familie der Přemysliden, die inzwischen weit verzweigt, Machtansprüche in den Ländereien geltend machten. So ließ er zum Beispiel 1126 Břetislav, Sohn Herzogs Břetislav II. und 1128 Konrad Lutold, Herzog von Znaim auf der Burg Dohna inhaftieren.  Dieses Vorgehen, aber auch das natürliche Aussterben der mährischen Linie der Přemysliden, führte dazu, dass sich Böhmen in der Mitte des 12. Jahrhunderts als geschlossener Herrschaftsverbund stabilisierte. Zwar blieb Mähren ein eigenständiges Markgrafentum, doch wurde der Markgraf ab dieser Zeit im Regelfall von einem Prager Přemysliden besetzt. Zudem war in den unruhigen Jahrzehnten zuvor der Einfluss des Adels und des Reiches gewachsen, sodass Böhmen unter Soběslav I. und seinen Nachfolgern ein stabiler und mächtiger Bestandteil des Reiches mit starker Adelsschicht wurde. Seinen Ausdruck fand diese Entwicklung in der Verleihung der Königswürde an Soběslavs Nachfolger Vladislav II. Die gerade unter Kaiser Lothars Regentschaft neu beförderte deutsche Ostsiedlung, die bis ins 14. Jahrhundert andauern sollte, förderte die friedliche kulturelle Durchdringung auch der böhmischen Lande, insbesondere durch Stadtgründungen deutschen Rechts.
In den letzten Jahren seines Lebens versuchte Soběslav von dem neuen König Konrad III. das Versprechen zu erhalten, dass nach seinem Tod sein Sohn Vladislav mit Böhmen belehnt würde. Dieses Versprechen erhielt er 1138. Es blieb aber wertlos. Der erstarkte böhmische Adel wählte nach Soběslavs Tod dessen Neffen Vladislav II. zum Herzog.
Soběslav I. war mit Adelhaid, Tochter des Álmos von Kroatien verheiratet, mit der er fünf Kinder hatte, Vladislav, Soběslav II., Oldřich, Maria, die in erster Ehe mit den österreichischen Markgrafen Leopold IV., Sohn des Leopold III. und in zweiter Ehe mit dem Markgrafen Hermann III. von Baden vermählt wurde und Wenzel II.
Er zog sich 1139 auf seinem Hof Chvojna in Ostböhmen eine tödliche Krankheit zu und wurde zu Weihnachten 1139 auf die Burg Hostin Hradec verbracht, wo er am 14. Februar 1140 auf seinem Krankenlager verstarb.